# Pont de Santiago
Le pont de Santiago (pont Saint-Jacques) traverse le Lérez dans la ville de Pontevedra (Espagne), où la route N-550 le longe. Il relie le centre-ville au secteur A Xunqueira et au quartier O Burgo.

## Histoire
Le projet de ce pont, destiné à décongestionner le pont du Bourg sur lequel passait la N-550, a été présenté en 1980. Sa construction a débuté en juin 1981 et a été réalisée par le ministère des Travaux publics du gouvernement espagnol pour un coût de 173 millions de pesetas.
Inauguré le 11 septembre 1983 par l'ancien ministre des Travaux publics Jesús Sancho Rof, il n'a pas été totalement opérationnel jusqu'au réaménagement de l'Avenue Buenos Aires et l'inauguration de l'Avenue Compostela le 3 juillet 1987, qui, avec quatre voies, a donné une continuité au pont de Santiago et a offert une nouvelle sortie à la ville depuis le nord vers Saint-Jacques-de-Compostelle et La Corogne.

## Description
Il s'agit d'un pont à poutres en béton armé à deux tabliers reposant sur quatre piliers. Chacun des deux tabliers comporte trois travées. La portée de la travée centrale est de 48 mètres et celle des travées latérales de 25 mètres.
Le pont mesure 99 mètres de long et 17 mètres de large. Il comporte quatre voies pour les véhicules, des garde-fous et deux trottoirs. Le pont se termine sur la rive nord par un large passage pour les piétons et les cyclistes. Il relie la rue Padre Amoedo Carballo à l'Avenue Compostela.
Au cours de ses premières années de service, il était simplement appelé Tercer Puente (troisième pont) jusqu'à l'ouverture de l'Avenue Compostela à la circulation. Comme il s'agissait de la sortie naturelle de la ville vers Saint-Jacques-de-Compostelle, il a été rebaptisé Pont de Santiago.

## Galerie

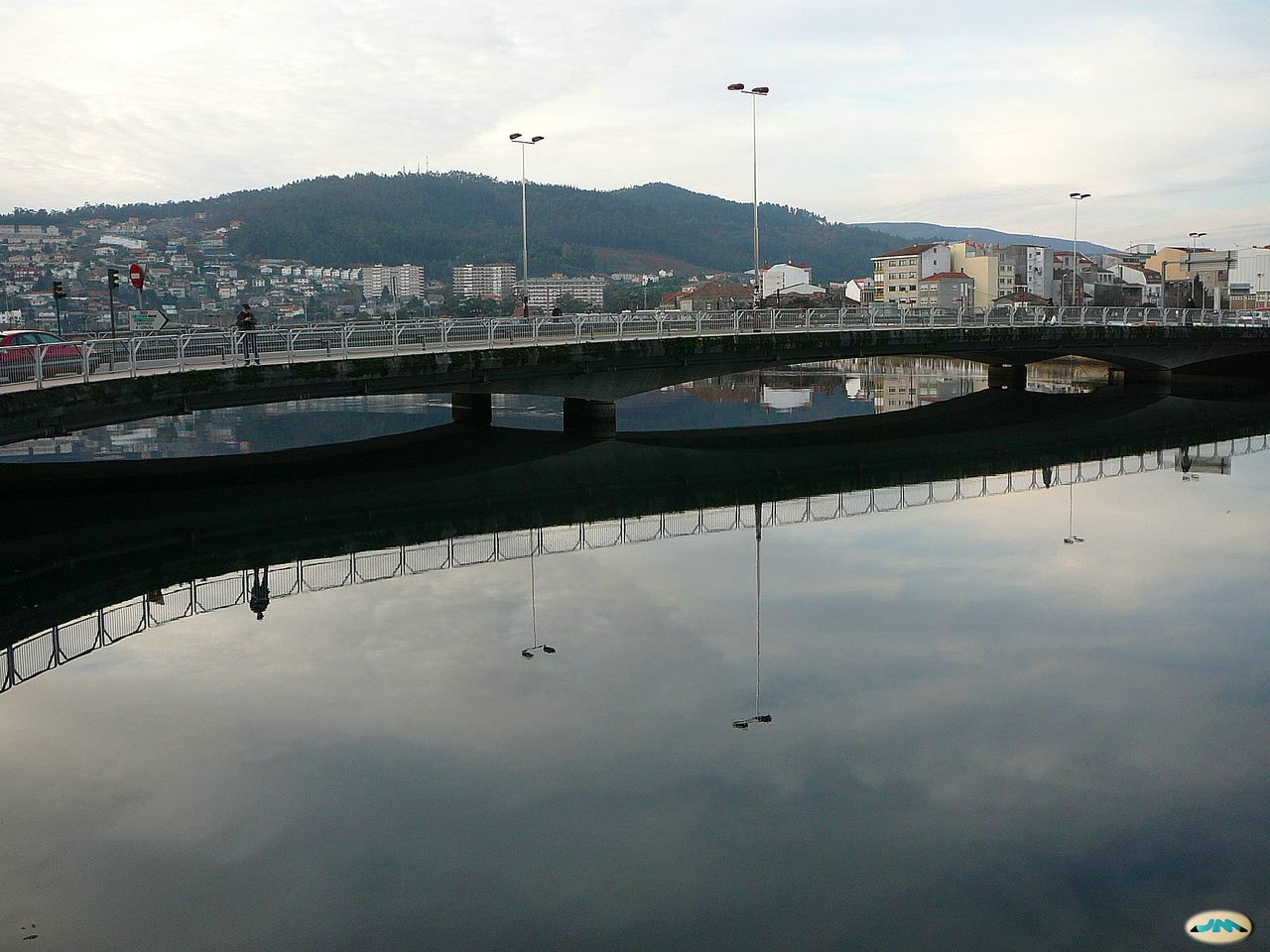
Le pont de Santiago avec les quartiers O Burgo et A Caeira en arrière-plan.
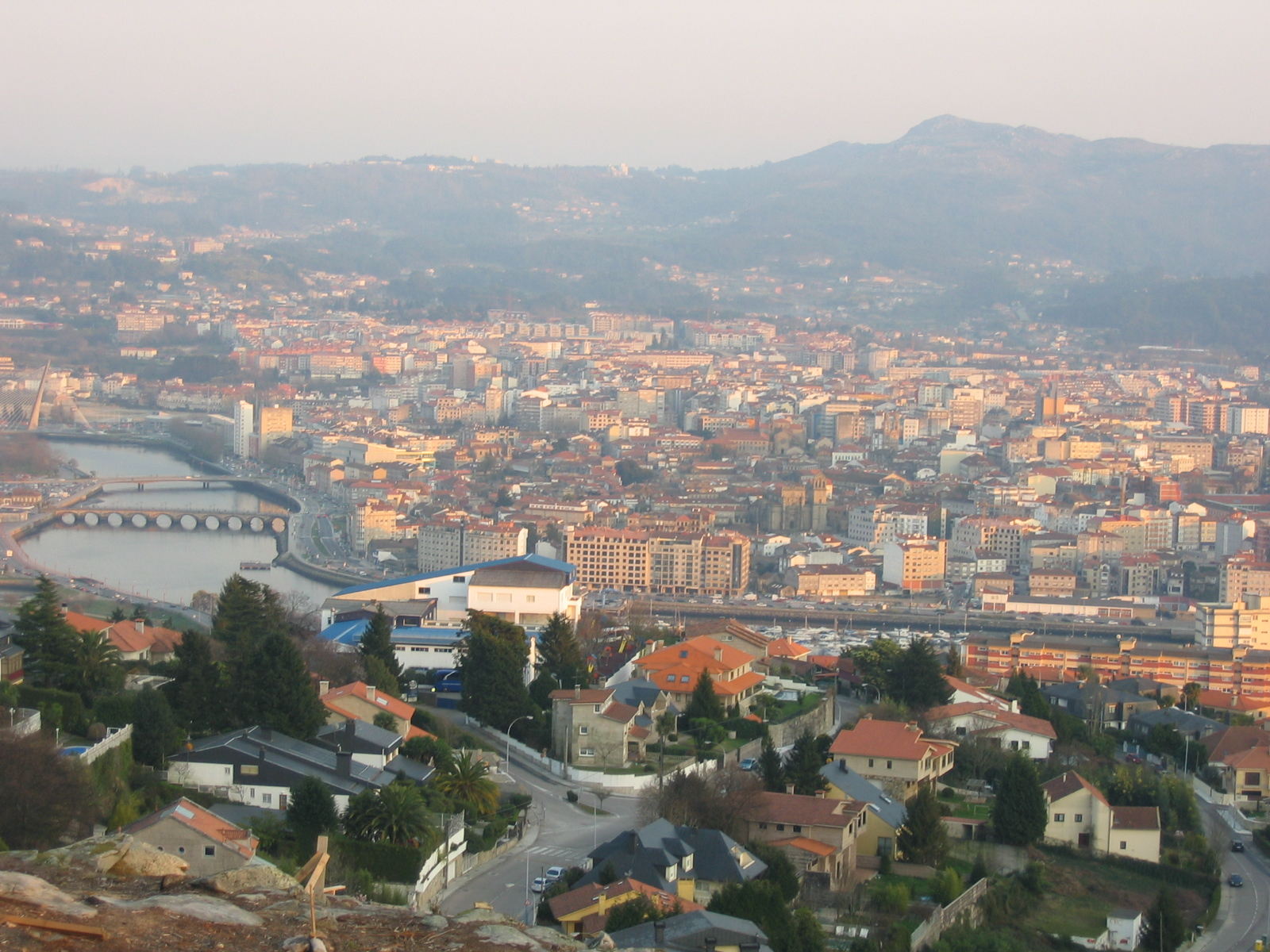
À gauche, de haut en bas, les ponts des Tirantes, de Santiago et du Bourg.
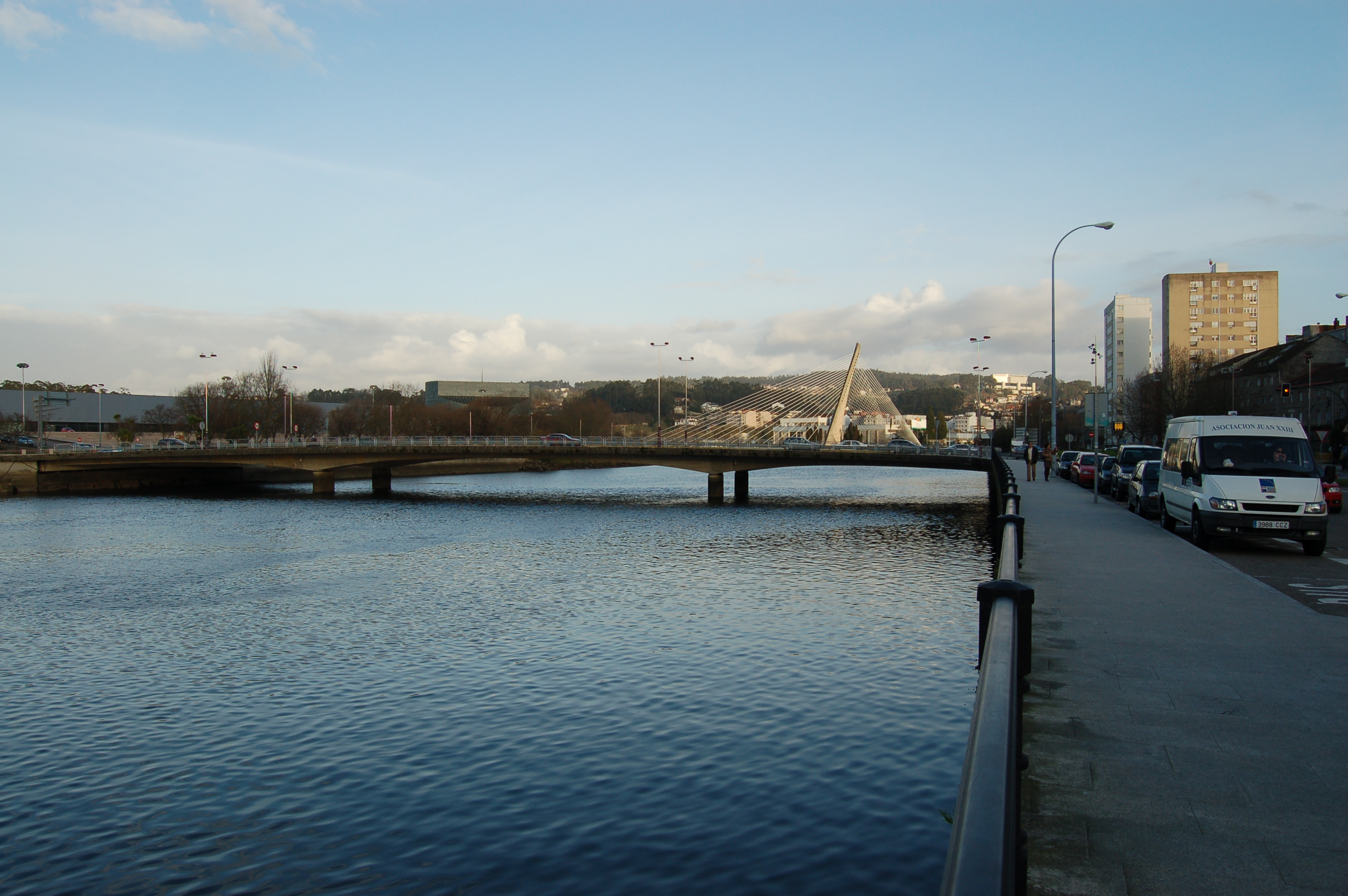
Au premier plan le pont de Santiago, derrière le pont des Tirantes.